# Murdannia simplex
Murdannia simplex là một loài thực vật có hoa trong họ Commelinaceae. Loài này được (Vahl) Brenan mô tả khoa học đầu tiên năm 1952.